# NGC 6521
NGC 6521 est une galaxie elliptique située dans la constellation du Dragon. Sa vitesse par rapport au fond diffus cosmologique est de 8 044 ± 16 km/s, ce qui correspond à une distance de Hubble de 118,7 ± 8,3 Mpc (∼387 millions d'al). NGC 6521 a été découverte par l'astronome prussien Heinrich Louis d'Arrest en 1884.
NGC 6521 est une galaxie LINER, c'est-à-dire une galaxie dont le noyau présente un spectre d'émission caractérisé par de larges raies d'atomes faiblement ionisés. C'est aussi une galaxie active de type Seyfert 1.9. De plus, c'est une radiogalaxie à spectre continu (« Flat-Spectrum Radio Source »).
À ce jour, deux mesures non basées sur le décalage vers le rouge (redshift) donnent une distance de 88,100 ± 2,687 Mpc (∼287 millions d'al), ce qui est nettement à l'extérieur des valeurs de la distance de Hubble. Notons que c'est avec la valeur moyenne des mesures indépendantes, lorsqu'elles existent, que la base de données NASA/IPAC calcule le diamètre d'une galaxie et qu'en conséquence le diamètre de NGC 6521 pourrait être d'environ 55,2 kpc (∼180 000 al) si on utilisait la distance de Hubble pour le calculer.

## Supernova
La supernova SN 2009hs a été découverte dans NGC 6521 le 28 juillet 2009 par J. Choi, S. B. Cenko, W. Li et A. V. Filippenko dans le cadre du programme conjoint LOSS/KAIT (Lick Observatory Supernova Search de l'Observatoire de Lick et The Katzman Automatic Imaging Telescope de l'université de Californie à Berkeley. Cette supernova était de type Ia.